# ウィリアム・フロスト

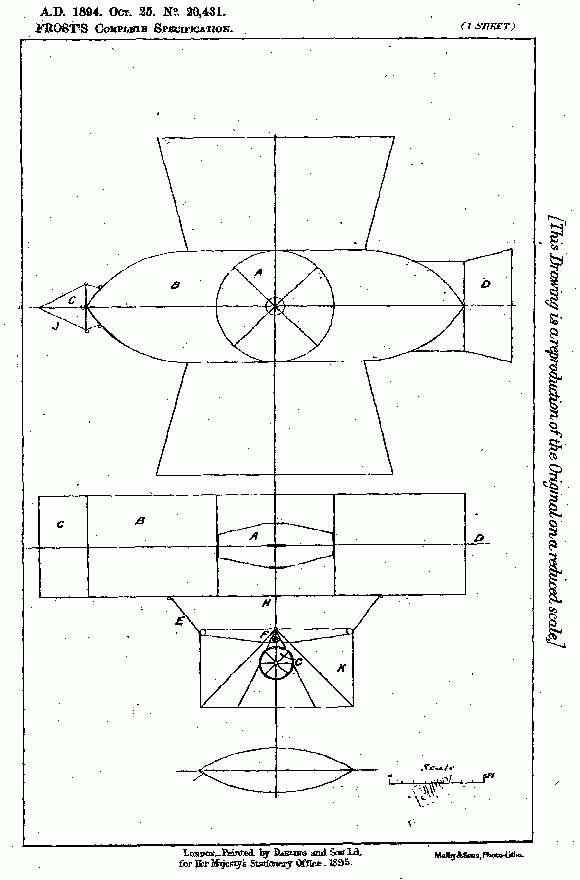
フロストの飛行機械（特許の図面）

ウィリアム・フロスト（William Frost 、1848年5月28日 - 1935年3月）はウェールズのアマチュア飛行家。自ら設計した有翼・有動力な飛行機械によって、かなりの長距離を有人飛行したという説がある。
フロストの生業は大工であった。彼は生涯の大半をウェールズ南部のペンブルックシャーの海辺にある村落ソーンダースフット（Saundersfoot ）で過ごし、同地で没した。父の名はジョン、母の名はレベッカ。1890年代のある時、飛行機械の製作を思い立った。貧困にもかかわらず、彼は「フロースト式滑空飛行船」（Frost Airship Glider ）を作り上げた。これは垂直離着陸機のような機体で、空気より軽いガスの入ったタンクを複数備えていた 。特許の申請書には以下のような説明が書かれている。
「この飛行機械は二つの垂直なプロペラによって上昇する。充分な高度を得た後、翼が広げられる。翼はテコによって傾斜角を変えることができ、それにより機体は前進しつつ下降する。高度が下がりすぎた時は傾斜角を逆にすれば前進しつつ上昇ができる。停止する際は翼を傾けて空気抵抗を増し、上昇用プロペラを逆回転させて高度を下げる。操舵は、機首に付いた舵で行なう。」
バイロン・ロジャーズ（Byron Rogers ）という著作家は、フローストの飛行機械を次のように表現している。「半ば気球（ガスから静的揚力得ているため）、半ば有動力グライダーであり、ヘリコプター式のローターはペダルを漕いで回された。」
報告によれば、フロストは恐らくこの技術を使って1896年9月24日ごろに飛行した。目撃者たちは機体が約500mを飛んだ後、藪に不時着したと述べている。その夜、フロストの飛行機械は強風によって破壊された。
フロストの飛行は、彼にとっては不幸なことに、目撃はされていながら人々の記憶にほとんど残らなかった。彼は特許を申請し、1894年10月25日に1894-20431番として認定された。しかし貧しい労働者であったフロストは更新料が払えず、特許は4年後に失効した。彼は貧乏で無名なまま1935年に死亡した。

## 参考資料
- Roscoe Howells (2007). A Pembrokeshire Pioneer. Gwalch. ISBN 978-1-84524-084-4.